# Pterotricha loeffleri
Pterotricha loeffleri är en spindelart som först beskrevs av Roewer 1955.  Pterotricha loeffleri ingår i släktet Pterotricha och familjen plattbuksspindlar.
Artens utbredningsområde är Iran. Inga underarter finns listade i Catalogue of Life.